# Сойер, Крис
Крис Сойер (англ. Chris Sawyer) — шотландский разработчик компьютерных игр. Автор Transport Tycoon и серии игр RollerCoaster Tycoon.

## Биография
Первые игры Крис Сойер разрабатывал на машинном коде для микропроцессоров Z80 для домашних компьютеров Memotech MTX и Amstrad CPC в 1983 году. Некоторые из них были изданы Ariolasoft, Sepulcri Scelerati и Ziggurat.
Первый экономический симулятор Сойера, Transport Tycoon, был выпущен компанией Microprose в 1994 году. Игра стала классикой экономических стратегий. Год спустя была выпущена расширенная версия игры под названием Transport Tycoon Deluxe. После этого Крис принялся за разработку продолжения. Позже Сойер заинтересовался американскими горками, прочитав книгу «White Knuckle Ride» и тем самым была изменена идея следующей игры. Ей стала RollerCoaster Tycoon. Для игры был использован программный код Transport Tycoon 2, переработанный под новую игру. Во время разработки игра носила название «White Knuckle». После выхода RollerCoaster Tycoon, Крис занялся разработкой сиквела Transport Tycoon. Но вновь отложил проект, для разработки RollerCoaster Tycoon 2. Сойер всё же вернулся к разработке продолжения Transport Tycoon. Игра вышла в 2004 году под названием Chris Sawyer's Locomotion. Служил консультантом при разработке RollerCoaster Tycoon 3.
Крис разрабатывал RollerCoaster Tycoon на ассемблере в одиночку. Ему помогали художник Саймон Фостер и композитор Аллистер Бримбл.
В 2006 году подал судебный иск к Atari считая, что компания не доплатила ему $4,8 млн с продаж RollerCoaster Tycoon. Всего серия принесла издателям $180 млн из которых Сойеру уже было перечислено $30 млн.

## Игры
| Год  | Название                      | Издатель                   |
| ---- | ----------------------------- | -------------------------- |
| 1988 | Virus                         | Firebird Software          |
| 1989 | Revenge of Defender           | Epyx                       |
| 1990 | Xenomorph                     | Pandora                    |
| 1990 | Conqueror                     | Rainbow Arts Software GmbH |
| 1991 | Elite Plus                    | Microplay Software         |
| 1992 | Campaign                      | Empire Interactive         |
| 1992 | Birds of Prey                 | Electronic Arts            |
| 1993 | Goal!                         | Virgin Games               |
| 1993 | Frontier: Elite II            | GameTek, Konami            |
| 1994 | Transport Tycoon              | MicroProse                 |
| 1994 | Dino Dini’s Soccer            | Virgin Interactive         |
| 1995 | Transport Tycoon World Editor | MicroProse                 |
| 1995 | Transport Tycoon Deluxe       | MicroProse                 |
| 1995 | Frontier: First Encounters    | GameTek                    |
| 1999 | RollerCoaster Tycoon          | Hasbro Interactive         |
| 2002 | RollerCoaster Tycoon 2        | Infogrames                 |
| 2004 | RollerCoaster Tycoon 3        | Atari                      |
| 2004 | Chris Sawyer's Locomotion     | Atari                      |
| 2013 | Transport Tycoon              | 31X                        |
| 2016 | RollerCoaster Tycoon Classic  | Atari                      |